# Montividiu
Montividiu är en kommun i Brasilien.   Den ligger i delstaten Goiás, i den centrala delen av landet, 400 km väster om huvudstaden Brasília. Antalet invånare är 10 576.
Omgivningarna runt Montividiu är en mosaik av jordbruksmark och naturlig växtlighet. Runt Montividiu är det mycket glesbefolkat, med 4 invånare per kvadratkilometer.